# Renzo Barbera Stadion
A Renzo Barbera Stadion olaszul Stadio Renzo Barbera vagy ismertebb nevén La Favorita olasz labdarúgó-stadion Palermóban.

## Története
Az 1923. január 24-én átadott létesítményt, az akkori fasiszta vezetőség miatt Stadio Littorionak nevezték. Az első mérkőzést a Palermo és az Atalanta vívta, a meccs végül 5–1-es szicíliai győzelemmel ért véget. Négy év múlva Stadio Michele Marronere nevezték a stadiont, egy olasz katona (Michele Marrone) tiszteletére aki a spanyol polgárháborúban esett el. A második világháborút követően Stadio La Favorita lett az épület neve.

## 1990-es labdarúgó-világbajnokság
1984-ben egy második szintet építettek, ami miatt így ideiglenesen több mint ötvenezresre növelte a kapacitást, majd 1990-ben a világbajnokságra ismét renoválták. Itt tartottak a torna mérkőzéseiből hármat:
- Hollandia-Egyiptom (F csoport)
- Írország-Egyiptom (F csoport)
- Hollandia-Írország (F csoport)

## A jövő elképzelései
Ezt követően a befogadóképességet lecsökkentették 36 349 fősre. 2002-ben jelenlegi nevére keresztelték a stadiont. Maurizio Zamparini a csapat elnöke ekkor bejelentette egy új stadion építésének tervezetét. Az első prezentációk, melyek bemutatták a sajtónak a stadiontervet 2009-ben készültek. A stadion tervezője Gino Zavanella építész.

## Galéria
|  |  |  |